# Olesa de Bonesvalls
Olesa de Bonesvalls – wieś gminna w Hiszpanii, w prowincji Barcelona, w Katalonii, o powierzchni 30,78 km². W 2011 roku gmina liczyła 1755 mieszkańców.